# Canthigaster papua
Canthigaster papua és una espècie de peix de la família dels tetraodòntids i de l'ordre dels tetraodontiformes.

## Morfologia
- Els mascles poden assolir 10 cm de longitud total.[1][2]

## Hàbitat
És un peix marí, de clima tropical i associat als esculls de corall que viu entre 6-50 m de fondària.

## Distribució geogràfica
Es troba des de les Maldives fins a l'est de Nova Guinea, les Filipines, Palau, la Gran Barrera de Corall i Nova Caledònia.

## Observacions
És inofensiu per als humans.